# Peter von Strombeck

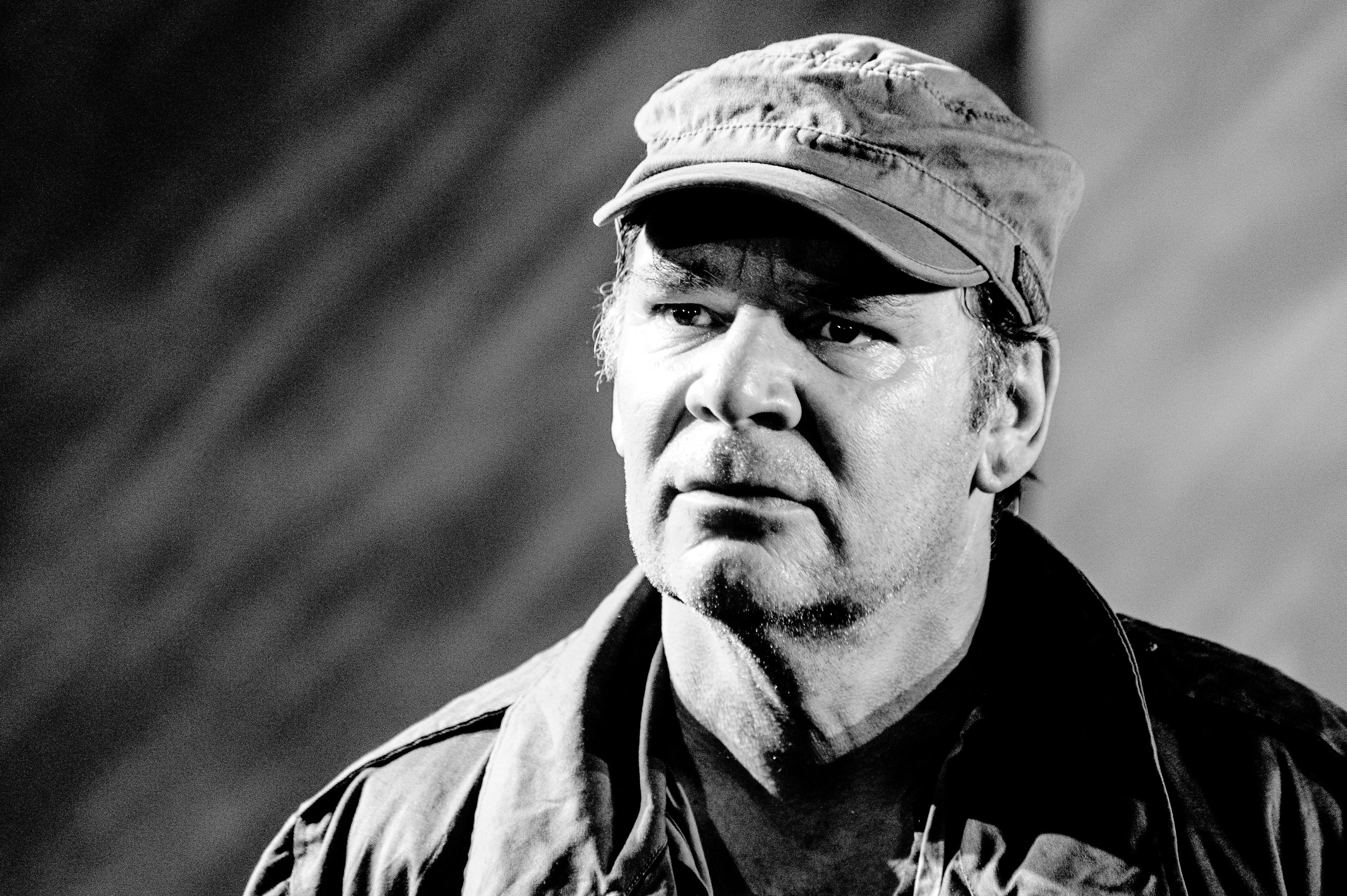
Peter von Strombeck, 2012

Peter von Strombeck (* 7. Februar 1957 in Wiesbaden) ist ein deutscher Schauspieler.

## Leben und Wirken
Seine Eltern, Peter Lühr und Heide von Strombeck, waren ebenfalls als Schauspieler tätig. Nach der Schauspielausbildung an der Otto-Falckenberg-Schule in München nahm von Strombeck Engagements am Stadttheater Ingolstadt, den Kammerspielen München und am Residenztheater München an. Im Rahmen von Gastspielen trat er bei den Kammerspielen Hamburg, den Ruhrfestspielen Recklinghausen und dem Tourneetheater Düsseldorf auf.
Größere Bekanntheit erlangte er durch Rollen in Film und Fernsehen, wie zum Beispiel Tatort, Der Alte, Derrick, Polizeiruf 110 oder Bella Block.
Zudem war er in der Rolle des Bruno Janssen in dem ZDF-Fernsehfilm Ein Dorf sieht Mord zu sehen.

## Filmografie (Auswahl)
- 1981–1996: Derrick (Fernsehserie, verschiedene Rollen, 6 Folgen)
- 1981–1996: Der Alte (Fernsehserie, verschiedene Rollen, 8 Folgen)
- 1982: Hambacher Frühling (Fernsehfilm)
- 1983: Die Story
- 1984: Mensch Bachmann (Fernsehserie, 6 Folgen)
- 1985: Der Formel Eins Film
- 1985: Morenga
- 1986: Orchideen des Wahnsinns
- 1986: Irgendwie und Sowieso (Fernsehserie, 2 Folgen)
- 1986: Der Fahnder (Fernsehserie, Folge Wo die Kanonen blühn)
- 1986: Polizeiinspektion 1 (Fernsehserie, Folge Ausgewählte Kundschaft)
- 1988: Tatort: Sein letzter Wille (Fernsehreihe)
- 1989: Tatort: Keine Tricks, Herr Bülow
- 1991: Ende der Unschuld (Fernsehfilm)
- 1992: Am Ende der Nacht
- 1993: Schwarz Rot Gold: Der Rubel rollt (Fernsehreihe)
- 1993: Bella Block: Die Kommissarin (Fernsehreihe)
- 1995: Wolffs Revier (Fernsehserie, Folge Kalt ist der Abendhauch)
- 1996: Rosa Roth – Verlorenes Leben (Fernsehreihe)
- 1996: Nach uns die Sintflut (Fernsehfilm)
- 1996: Dr. Stefan Frank (Fernsehserie, Folge Labyrinth der Gefühle)
- 1996, 2001: Im Namen des Gesetzes (Fernsehserie, verschiedene Rollen, 2 Folgen)
- 1997: Polizeiruf 110: Im Netz der Spinne (Fernsehreihe)
- 1997: Polizeiruf 110: Feuer!
- 1998: Tatort: Berliner Weiße
- 1999: Picknick im Schnee (Fernsehfilm)
- 2000: Bonhoeffer – Die letzte Stufe
- 2002, 2006: Im Namen des Gesetzes (Fernsehserie, verschiedene Rollen, 2 Folgen)
- 2002, 2006: SOKO Leipzig (Fernsehserie, verschiedene Rollen, 2 Folgen)
- 2002, 2007: Die Rosenheim-Cops (Fernsehserie, verschiedene Rollen, 2 Folgen)
- 2004: Polizeiruf 110: Das Zeichen
- 2005: Doppelter Einsatz: Gefährliche Liebschaft (Fernsehreihe)
- 2005: Das geheime Leben meiner Freundin (Fernsehfilm)
- 2007: Unter anderen Umständen: Bis dass der Tod euch scheidet (Fernsehreihe)
- 2008: Notruf Hafenkante (Fernsehserie, Folge Angst)
- 2008: Eschede Zug 884 (Fernsehfilm)
- 2009: Der Dicke/Die Kanzlei (Fernsehserie, Folge Gefährliche Ratschläge)
- 2009: Ein Dorf sieht Mord (Fernsehfilm)
- 2009: In aller Freundschaft (Fernsehserie Folge 421 "Wohin des Weges?")
- 2011: Nord Nord Mord (Fernsehreihe)
- 2012: Kennen Sie Ihren Liebhaber? (Fernsehfilm)
- 2012: Nägel mit Köppen (Fernsehfilm)
- 2015: Tod eines Mädchens (Fernsehzweiteiler, Teil 2)
- 2016: Solo für Weiss – Das verschwundene Mädchen (Fernsehreihe)
- 2018: Nord Nord Mord: Clüver und der leise Tod

## Hörspiele (Auswahl)
- 1995: Peter Steinbach, Christoph Busch: Mein wunderbares Schattenspiel (1. Teil: Kino ist das wahre Leben). Komposition: Vridolin Enxing; Regie: Holger Rink (Hörspiel des Monats November 1995, WDR)
- 2009: Michael Kumpfmüller: Nachricht an alle (2. Teil). Bearbeitung: Michael Kumpfmüller; Regie: Leonhard Koppelmann (Deutschlandradio)